# Odell Beckham Jr.
Pour les articles homonymes, voir Beckham.
(en) Statistiques sur pro-football-reference
Odell Cornelious Beckham Jr., né le 5 novembre 1992 à Baton Rouge (Louisiane), est un sportif professionnel américain de football américain jouant au poste de wide receiver dans la National Football League (NFL) depuis 2014, actuellement agent libre depuis la fin de saison 2024.
Après avoir joué au niveau universitaire pendant trois saisons (2011-2013) pour les Tigers de LSU dans la NCAA Division I FBS, il est sélectionné en tant que 12e choix global lors de la draft 2014 de la NFL par la franchise des Giants de New York où il devient dès sa première saison la célébrité de cette franchise et l'un des meilleurs receveurs de la ligue.
Après cinq ans passés chez les Giants de New York, il rejoint les Browns de Cleveland où il retrouve Jarvis Landry, son ancien coéquipier des Tigers de LSU. Au cours de la saison 2021, il est engagé par les Rams de Los Angeles avec qui il remporte le Super Bowl LVI contre les Bengals de Cincinnati. Devenu agent libre pendant la saison 2022, il s'engage avec les Ravens de Baltimore pour la saison 2023 et les Dolphins en 2024.

## Biographie

### Jeunesse et parcours sportif lycéen
Odell Cornelious Beckham Jr. est né le 5 novembre 1992 à Baton Rouge, en Louisiane, de l'union d'Odell Beckham Sr., running back titulaire de l'équipe de football universitaire des Tigers de LSU, et d'Heather Van Norman, une athlète spécialisée dans le sprint.
Il intègre le lycée Isidore Newman à La Nouvelle-Orléans où il pratique le football américain, le basket-ball et l'athlétisme. Au football américain, Odell Beckham Jr. joue à de multiples positions : wide receiver, quarterback, running back et cornerback. Pour son année junior, sa troisième année lycéenne, il réceptionne 45 passes pour un gain de 743 yards cumulé et 10 touchdowns. Pour sa dernière année au lycée, il réussit 50 réceptions pour 1 010 yards et 19 touchdowns rejoignant Cooper Manning comme seuls joueurs dans l'histoire de l'école à atteindre 1 000 yards en réceptions sur une saison.
Polyvalent, il ajoute 331 yards à la course et six touchdowns supplémentaires. Il lance même pour 90 yards et un touchdown et a une moyenne de 30 yards en tant que punt returner. À la suite de ces performances, il est nommé dans la liste 2011 du Times Picayune Blue-Chip et fait partie, comme receveur, de l'équipe type 2A de Louisiane. Il gagne également le prix du meilleur joueur offensif du district 9-2A et figure sur la liste des Super 12 de The Advocate.
Odell Beckham Jr. montre également des qualités sportives dans les autres programmes sportifs. Au basket-ball, il fait partie de l'équipe et figure comme junior et senior dans la sélection du district. En athlétisme, il suit les traces de sa mère et excelle en sprint et en saut. Il gagne l'argent en saut en longueur lors de la réunion Newman Invitational 2010 avec un record de 6,83 mètres. La même année, au meeting de LA 2A State, il termine dans les 6 premiers lors du 200 mètres (record personnel de 22,31 secondes), et dans le saut en longueur avec un saut de 6,71 mètres. Il faisait également partie des équipes relais 4 × 100 mètres et du 4 × 200 mètres.

### Carrière universitaire
Considéré comme une valeur 4 étoiles par Rivals.com et Scout.com (en), Odell Beckham Jr. est classé no 6 comme wide receiver et comme no 40 de tous les joueurs du pays. Il choisit d'intégrer l'université d'État de Louisiane plutôt que d'accepter les offres venant entre autres des Rebels d'Ole Miss, des Cornhuskers du Nebraska, des Green Wave de Tulane et des Golden Hurricane de Tulsa.
Comme true freshman en 2011, il débute 9 des 14 matchs, effectuant 41 réceptions pour 475 yards et deux touchdowns. Il est sélectionné parmi l'équipe type des freshman de la Southeastern Conference (SEC). Il participe également à l'U.S. Army All-American Bowl 2011. Comme sophomore en 2012, il débute 12 des 13 matchs et est le meilleur de son équipe avec 713 yards gagnés et deuxième avec 43 réceptions. Comme junior en 2013, avec son équipier Jarvis Landry, ils forment une des meilleures paires de receveurs du football universitaire,. Lors du match contre les Blazers de l'UAB en 2013, il retourne un field goal manqué sur 109 yards et inscrit le touchdown (ce record sera égalé par Chris Davis des Tigers d'Auburn plus tard dans la saison). Il est sélectionné dans l'équipe-type de la SEC. Comme wide receiver et spécialiste des retours de coups de pied, Odell Beckham Jr. est déclaré vainqueur du Prix Paul Hornung 2013, décerné annuellement au joueur le plus polyvalent du football universitaire. Il termine la saison avec 57 réceptions pour un gain global de 1 117 yards et 8 touchdowns.
Après la saison régulière, il décide de se présenter à la draft 2014 de la NFL,.

### Carrière professionnelle
| Taille | Poids | Bras  | Main  | Sprint   | Sprint   | Sprint   | Shuttle 20 yards | 3 cones drill | Détente   | Détente     | Développé couché | Test Wonderlic |
| Taille | Poids | Bras  | Main  | 40 yards | 10 yards | 20 yards | Shuttle 20 yards | 3 cones drill | verticale | horizontale | Développé couché | Test Wonderlic |
| 1,80 m | 90 kg | 83 cm | 25 cm | 4,43 s   | 1,50 s   | 2,52 s   | 3,94 s           | 6,69 s        | 98 cm     | 2,98 m      |                  |                |

#### Giants de New York

##### 2014
Beckham Jr. est sélectionné à la 12e place de la draft 2014 par les Giants de New York. Il signe son contrat chez Big Blue le 19 mai 2014.
Après avoir manqué la plupart du camp d'entraînement, les matchs de pré-saison ainsi que les 4 premiers matchs de la saison régulière à cause d'une blessure au tendon d'un bras, Beckham fait ses débuts en NFL le 5 octobre 2014 contre les Falcons d'Atlanta, réussissant 4 réceptions et un touchdown. Lors de son 1er Monday Night Football contre les Colts d'Indianapolis, Beckham réussit 8 réceptions et gagne 156 yards. Contre les Seahawks de Seattle, en 10e semaine, il attrape 7 passes et gagne 108 yards.
Le 23 novembre 2014, durant le match contre les Cowboys de Dallas, il réceptionne 10 passes pour 146 yards et 2 touchdowns, incluant une réception de touchdown à une main qui sera reconnue comme la réception de l'année. Cris Collinsworth, Tony Dungy, Victor Cruz et même LeBron James estiment cette réception comme une des plus exceptionnelles jamais réalisée,,,,. Beckham réussit cette réception, malgré une faute, dite d'interférence de passe par le joueur adverse Brandon Carr, tout en plongeant vers l'arrière en pleine extension et en n'utilisant que 3 doigts de sa main droite. Depuis le 8 décembre 2014, le maillot porté par Beckham lors de cette réception est exposé au Pro Football Hall of Fame.
Beckham termine le mois de novembre 2014 avec 38 réceptions, 593 yards et 2 touchdowns. Il y gagne au moins 90 yards par match joué, établissant le record NFL de yards gagnés par un débutant sur un mois. Il a également battu les records du nombre de match consécutifs avec au moins 90 yards gagnés d'un joueur de première année établis par Bill Groman et Randy Moss. En semaine 14, Beckham améliore encore son record en le portant à 6 matchs consécutifs, enregistrant 11 réceptions pour 131 yards et un touchdown contre les Titans du Tennessee. Il rejoint également le record de Bill Groman comme seul débutant à avoir atteint les 700 yards en 6 matchs.
Le 14 décembre 2014, Beckham devient le premier joueur débutant à gagner au moins 140 yards, réussir au moins 12 réceptions et 3 touchdowns en un seul match (puisqu'il réussit 143 yards, 12 réceptions et 3 touchdowns). Avec ses 12 réceptions comme débutant, Beckham égale le record de l'ancien tight end débutant Mark Bavaro des Giants établi le 13 octobre 1985 contre les Bengals de Cincinnati. Les 143 yards gagnés par Beckham signifient qu'il dépasse pour la 5e fois consécutive les 100 yards sur la saison améliorant ainsi son propre record au sein de sa franchise et établissant un nouveau record NFL avec plus de 90 yards à la réception lors de 7 matchs consécutifs. Avec 61 réceptions en 7 matchs, Beckham établi également le record du plus grand nombre de réception par un débutant en 7 matchs.
Le 21 décembre 2014, contre les Rams de Saint-Louis, il améliore tous ces records puisqu'il atteint à nouveau 148 yards en 8 réceptions, inscrivant de plus, 2 touchdowns. Lors de ce match, il inscrit un touchdown à la suite d'une réception d'une passe de 80 yards ce qui constitue le record par un débutant des Giants. Il améliore aussi son record de matchs consécutifs avec plus de 130 yards.
Lors du dernier match de la saison contre les Eagles de Philadelphie, Beckham atteint 185 yards en réception et égale ainsi le record de réception par un débutant au sein de sa franchise. L'ancien tight end Mark Bavaro des Giants détenait ce record qu'il avait établi le 13 octobre 1985 contre les Bengals de Cincinnati. Beckham réussit lors de ce match 12 réceptions et inscrit un touchdown, ce qui égale le record de Torry Holt (en 4 matchs, plus de 10 réceptions, plus de 100 yards à la réception avec minimum un touchdown inscrit).
La saison impressionnante du débutant se termine sur un bilan en 12 matchs de 1 305 yards à la réception, 91 réceptions et 12 touchdowns. Il est le quatrième débutant de l'histoire de la NFL a dépasser les 1 300 yards en réception sur la saison et le seul débutant à avoir réussi plus de 90 réceptions et inscrit plus de 10 touchdowns sur la saison.
Il est désigné comme premier réserviste pour le Pro Bowl de 2015. Le 7 janvier 2015, il remplace Calvin Johnson qui, blessé, ne peut jouer le Pro Bowl. Il devient ainsi le premier receveur débutant de l'histoire des Giants et le premier débutant des Giants à participer à ce match de gala depuis Jeremy Shockey en 2002.
Après le Pro Bowl, il déclare qu'il a souffert pendant la saison de deux blessures aux ischio-jambiers, l'une survenant dès le début du camp d'entraînement, et l'autre en match de pré-saison. Il déclare qu'il n'avait jamais été à son plein potentiel et qu'il travaillait à sa convalescence,. Le 31 janvier 2015, Beckham est désigné débutant offensif de l'année par l'Associated Press. Beckham remporte également le prix du débutant offensif de l'année, prix décerné par les journalistes de Pro Football Writers Association.
Le 29 janvier 2015, lors d'une émission en direct de l'Arizona sur ESPN, sur les lieux du Super Bowl XLIX, Beckham, en partenariat avec le quarterback Drew Brees, tente d'établir un nouveau record du nombre de réception à une seule main sur 1 minute. Il attrape le ballon à 33 reprises, 10 de mieux que l'ancien record. Cependant ce record est de courte durée puisque le 6 mai 2015, le wide receiver Andy Fantuz des Tiger-Cats de Hamilton évoluant dans la LCF, effectue 50 réceptions à une main en une minute.
Le 13 mai 2015, Beckham fait la couverture de Madden NFL 16, battant Rob Gronkowski des Patriots de la Nouvelle-Angleterre. Il est ainsi le plus jeune joueur à faire la couverture du jeu Madden NFL.

##### 2015
Lors du match en 15e semaine contre les Panthers de la Caroline, Beckham est impliqué dans plusieurs confrontations avec le cornerback Josh Norman. Il est pénalisé à quatre reprises, dont trois pour faute personnelle. Il ne réussit aucune réception lors de la première mi-temps, mais en réussit tout de même 6 pour un total de 76 yards en seconde. Grâce à son touchdown, il remet brièvement les équipes a égalité même si les Panthers gagnent finalement le match 38 à 35. Le 21 décembre 2015, le comité disciplinaire de la NFL suspend Beckham pour un match sans salaire à la suite des multiples violations des règles du jeu en matière de sécurité. Malgré son appel et ses excuses, la suspension est maintenue.
Il termine la saison avec 91 réceptions pour un total de 1 396 yards et est le seul joueur des Giants à être sélectionné pour le Pro Bowl.

##### 2016

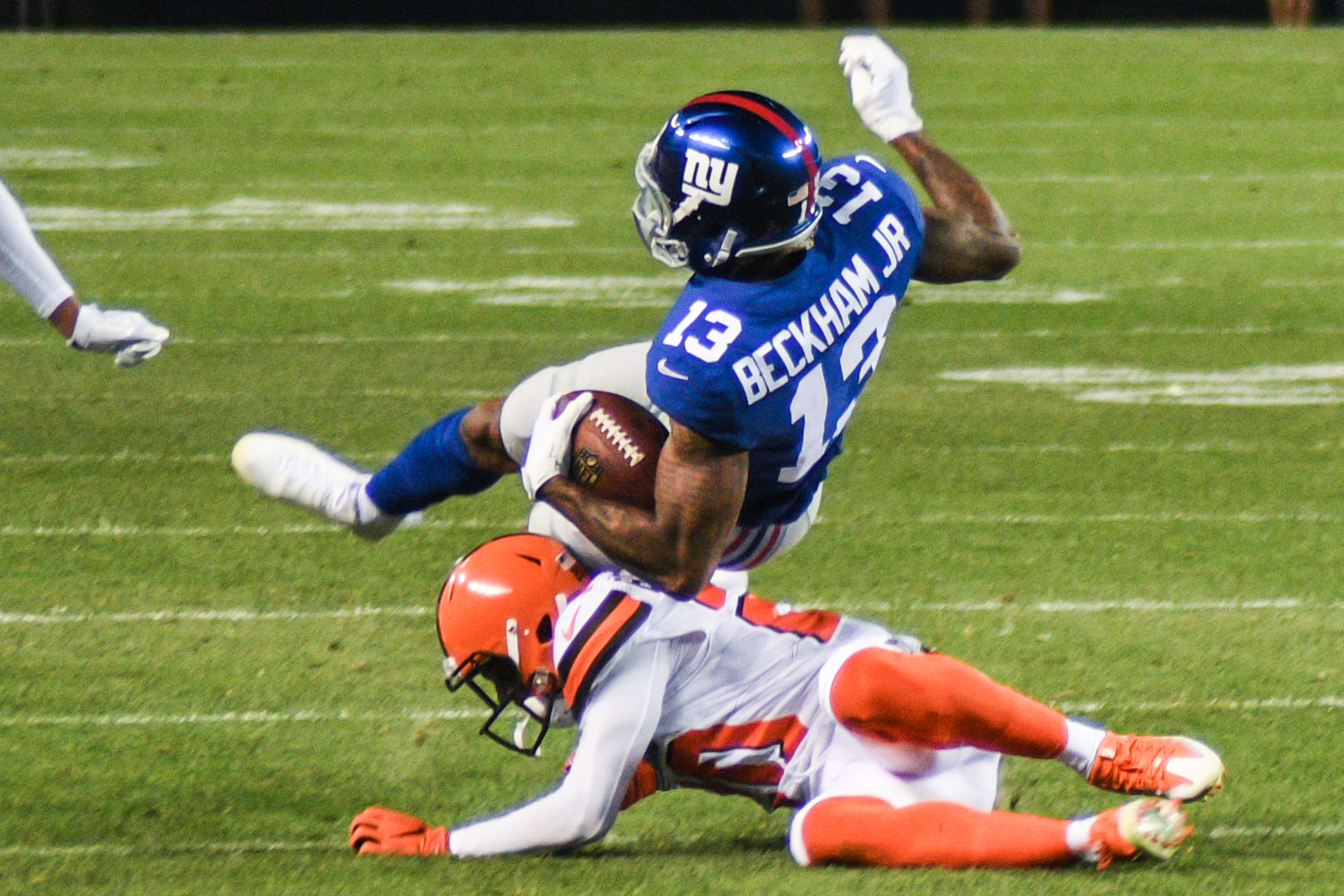
Odell Beckham avec les Giants de New York lors d'un match contre les Browns de Cleveland.

Le 7 septembre 2016, Beckham est sanctionné d'une amende de 12 154 dollars à la suite d'une danse effectuée après avoir inscrit un touchdown lors du match contre les Cowboys de Dallas en première semaine.
Le 25 septembre 2016, il est de nouveau mis à l'amende, cette fois pour 36 000 dollars pour une percussion sur le côté aveugle de Kenny Vaccaro lors du match contre les Saints de La Nouvelle-Orléans en 2e semaine.
En 3e semaine, lors du match contre les Redskins de Washington, malgré la couverture du cornerback Josh Norman, il devient le joueur à atteindre le plus rapidement les 200 réceptions, puisqu'il établit ce record en seulement 30 rencontres. Il termine le match avec 121 yards à la réception, mais ne peut éviter la courte défaite des siens, 27 à 29,,,.
En 6e semaine, il réalise le meilleur match de sa carrière avec huit réceptions pour 222 yards et deux touchdowns marqués, contribuant à la victoire des Giants sur les Ravens de Baltimore 27 à 23. Après le match contre les Bengals de Cincinnati en 10e semaine, il devient, à l'âge de 24 ans, le plus jeune joueur à cumuler 3 500 yards à la réception. Il ne lui aura fallu que 36 matchs pour en arriver là, battant le record de 37 matchs qui appartenait à Lance Alworth, la légende des Chargers de San Diego.

Il est sélectionné pour le Pro Bowl pour la troisième fois consécutive. Les Giants accèdent aux éliminatoires pour la première fois depuis la saison 2011, mais sont battus au tour préliminaire 38 à 13 par les Packers de Green Bay.

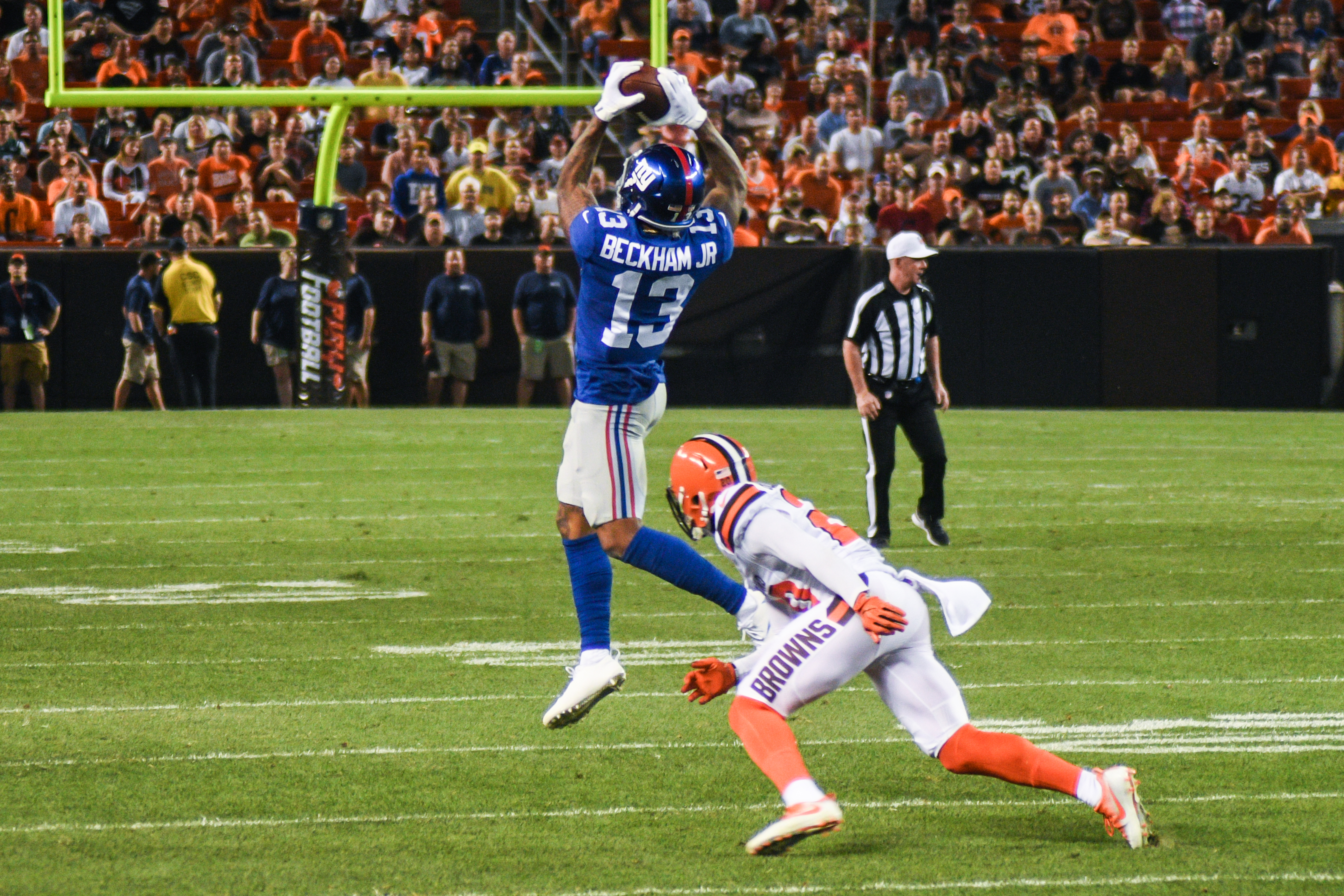
Odell Beckham avec les Giants de New York lors d'un match contre les Browns de Cleveland.

##### 2017
Le 24 avril 2017, les Giants activent la cinquième année optionnelle du contrat de Beckham.
En proie à une blessure à la cheville, il manque le premier match de saison régulière, mais revient en 2e semaine pour jouer contre les Lions de Détroit, une défaite 24 à 10, avec 36 yards gagnés à la réception,.
En 5e semaine contre les Chargers de Los Angeles, il gagne 97 yards et inscrit 1 touchdown, mais quitte le match, se plaignant d'une blessure à la jambe. On lui diagnostique plus tard une fracture à la cheville gauche. Le lendemain, les Giants annoncent qu'il devra subir une intervention chirurgicale pour réparer la fracture, ce qui met fin à sa saison.
Lors des quatre matchs joués au cours de la saison 2017, Beckham effectue 25 réceptions, gagnant 302 yards et inscrivant 3 touchdowns,.

##### 2018
Le 27 août 2018, Beckham signe avec les Giants une prolongation de contrat de cinq ans pour un montant de 95 millions de dollars, dont 41 millions garantis. Lors de son premier match depuis sa blessure, il enregistre 11 réceptions pour un gain de 111 yards dans la défaite de 15 à 20 contre les Jaguars de Jacksonville. En 5e semaine contre les Panthers, Beckham lance une passe vers le débutant Saquon Barkley qui inscrit un touchdown de 57 yards. Il y enregistre également 131 yards en réception dans la défaite de 31 à 33. En 7e semaine lors du match du lundi, il effectue huit réceptions pour un gain de 143 yards, inscrivant un touchdown lors de la défaite 20 à 23 chez les Falcons d'Atlanta. La semaine suivante, il effectue huit réceptions pour un gain de 136 yards, mais ne peut empêcher une nouvelle défaite 13 à 20 contre les Redskins de Washington.
En 10e semaine, au cours de la victoire de 27 à 23 contre les 49ers de San Francisco, Beckham réceptionne quatre ballons pour un gain de 73 yards, inscrivant deux touchdowns. En 13e semaine, contre les Bears de Chicago dans la victoire de 30 à 27, Beckham ne réussit que trois réceptions pour un gain de 35 yards et un touchdown. Il lance également une passe vers Russell Shepard lequel inscrit un touchdown de 49 yards. Odell ne joue pas les quatre derniers matchs à cause d'une blessure au quadriceps. Il conclut sa saison avec 77 réceptions, 1 052 yards, 6 touchdowns et 2 passes de touchdowns.

#### Browns de Cleveland

##### 2019

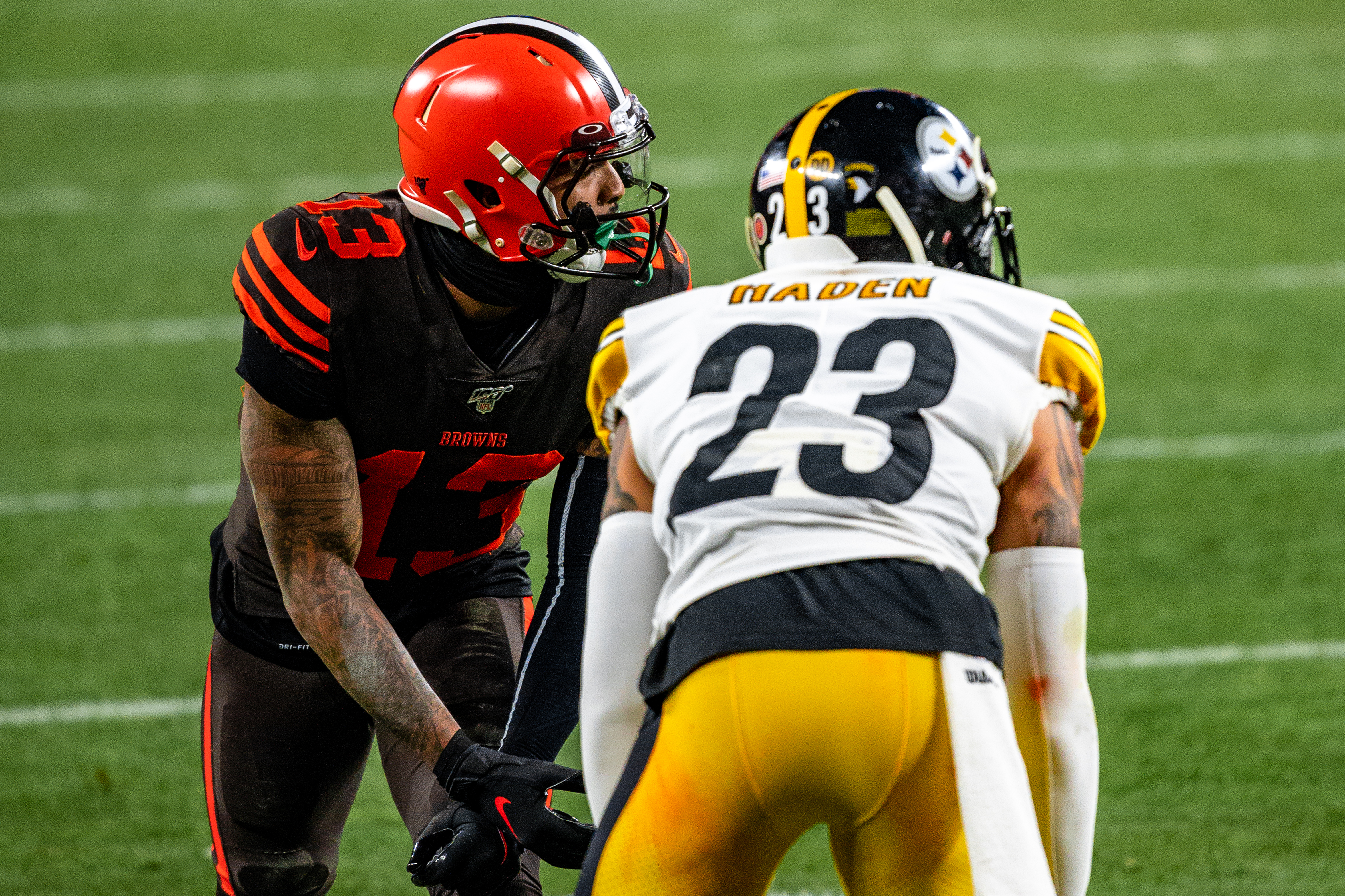
Odell Beckham avec les Browns de Cleveland lors d'un match face aux Steelers de Pittsburgh.

Le 12 mars 2019, les Giants de New York acceptent de céder Odell Beckham Jr. aux Browns de Cleveland en échange de leurs sélections de premier et troisième tours de la draft 2019 de la NFL et du safety Jabrill Peppers. Ce transfert est officialisé le lendemain,.
Pour son premier match avec les Browns dans la défaite de 13 à 43 contre les Titans du Tennessee, il réceptionne sept passes pour un gain total de 71 yards. À l'occasion du match du lundi joué contre les Jets de New York la semaine suivante, Odell Beckham Jr. totalise un gain de 161 yards à la réception. Il réussit une réception à une main de 33 yards et un peu plus tard inscrit un touchdown de 89 yards participant ainsi à la victoire de son équipe sur le score de 23 à 3.
En 4e semaine contre les Ravens de Baltimore dans la victoire de 40 à 25, il est limité à une seule réception de 20 yards. À la fin du troisième quart-temps, Odell Beckham Jr. donne un coup de poing au cornerback des Ravens Marlon Humphrey qui réplique en tentant d'étrangler ce dernier. Après le match, l'entraîneur principal des Browns Freddie Kitchens signale son mécontentement du fait que Humphrey n'ait pas été expulsé du match par les arbitres pour avoir tenté d'étrangler Odell Beckham Jr. et déclare « qu'ils s'en sont sortis parce que c'était Odell ». Le 5 octobre 2019, lui et Marlon Humphrey sont condamnés par la NFL à payer chacun une amende de 14 037 dollars.

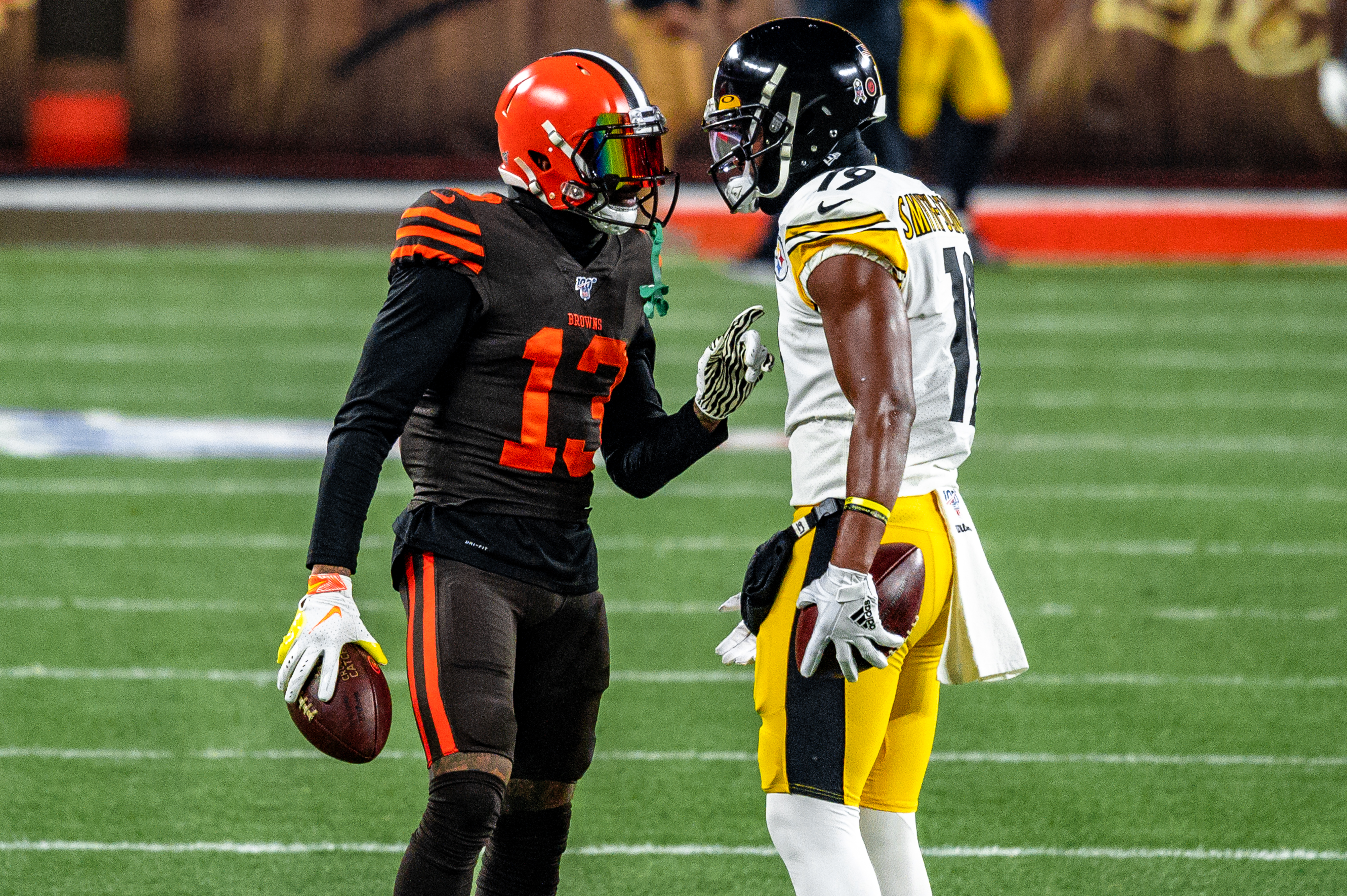
Odell Beckham avec les Browns de Cleveland lors d'un match face aux Steelers de Pittsburgh.

En 6e semaine, lors de la défaite 28 à 32 contre les Seahawks de Seattle, Odell Beckham Jr. réceptionne six passes pour un gain cumulé de 101 yards. Quelques jours après le match, il est de nouveau condamné à payer une amende de 14 037 dollars pour violation des règles relatives au port des équipements.
En 9e semaine contre les Broncos de Denver, Odell Beckham Jr. porte des chaussures inspirées du Joker, ce qui est de nouveau une violation des règlements de la NFL. Il est contraint de les changer à la mi-temps,. Lors de la 12e semaine contre les Dolphins de Miami, il réceptionne 6 passes pour un gain cumulé de 84 yards. Il inscrit son deuxième touchdown de la saison lors de cette victoire de 41 à 24.
Le 8 décembre, il est annoncé qu'Odell Beckham Jr. souffre d'une pubalgie. En 17e semaine, contre les Bengals de Cincinnati, il réceptionne trois passes pour un gain cumulé de 81 yards, inscrivant son quatrième touchdown de la saison malgré la défaite 23 à 33. Lors de ce match, il dépasse les 1 000 yards gagnés en réception sur la saison.

##### 2020
Le 25 octobre 2020, lors d'un match contre les Bengals de Cincinnati, Odell Beckham Jr. se déchire le ligament croisé antérieur du genou gauche alors qu'il pourchassait Darius Philips. Cette blessure met un terme à sa saison,.

##### 2021
Le 26 septembre 2021, Odell Beckham Jr. est de retour après sa blessure aux ligaments lors de la précédente saison. En 3e semaine, il réussit 5 réceptions pour un gain 77 yards. Le 3 octobre 2021, il participe à son deuxième matchs et y totalise 2 réceptions pour un gain de 27 yards.
Le 5 novembre 2021, après avoir été excusé pour deux entraînements, la conséquence des réactions générées sur les réseaux sociaux à la suite des propos tenus par le père d'Odell Beckham Jr. et par LeBron James concernant la façon dont le joueur était utilisé par les Browns de Cleveland, ceux-ci déclarent qu'ils ont décidé de se séparer du joueur. Le 8 novembre 2021, il est officiellement libéré.

#### Rams de Los Angeles

##### 2021
Le 11 novembre 2021, Odell Beckham Jr. s'engage avec les Rams de Los Angeles,.
Le 17 janvier 2022, il inscrit son premier touchdown pour les Rams de Los Angeles lors du match en séries éliminatoires joué et gagné 24-11 contre les Cardinals de l'Arizona. Lors de la finale de conférence NFC gagnée 20-17 contre les 49ers de San Francisco, il totalise 9 réceptions pour un gain de 116 yards.
Il se qualifie ainsi pour le Super Bowl LVI joué dans le stade des Rams de Los Angeles contre les Bengals de Cincinnati. Il y inscrit le premier touchdown des Rams de Los Angeles à la suite d'une réception de 17 yards. Il doit cependant quitter définitivement le jeu à la suite d'une blessure au genou. Les Rams de Los Angeles remportent le Super Bowl LVI 23 à 20.
Le lendemain, la franchise annonce qu'Odell Beckham Jr. souffre d'une lésion du ligament croisé antérieur. Il avait déjà encouru cette blessure un an et demi auparavant, lors d'un match disputé contre les Bengals de Cincinnati avec les Browns de Cleveland.

##### 2022
Odell Beckham Jr. est en convalescence pendant l'intersaison. Des spéculations naissent au sujet d'une éventuelle reconduction de contrat avec les Rams de Los Angeles ou d'un changement d'équipe. Le 8 septembre 2022, bien qu'agent libre, il participe à une cérémonie organisée par les Rams de Los Angeles avant le début du match d'ouverture de la saison joué contre les Bills de Buffalo au SoFi Stadium.

#### Ravens de Baltimore

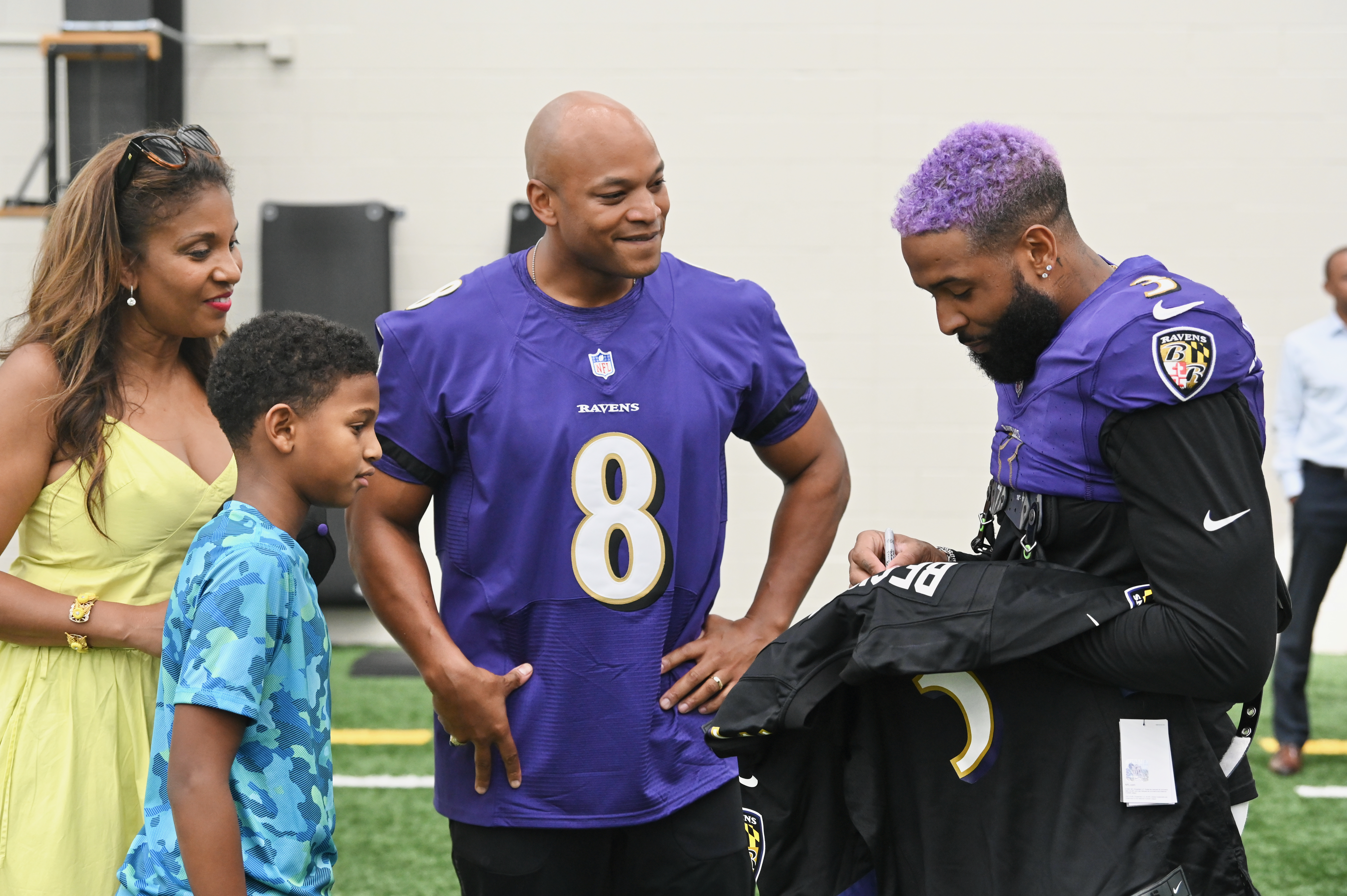
Odell Beckham au camp d'entraînement des Ravens de Baltimore signant un maillot pour le gouverneur du Maryland Wes Moore.

Le 9 avril 2023, Odell Beckham Jr. s'engage avec les Ravens de Baltimore pour une durée d'un an,,,. Il s'agit d'un contrat de 15 millions de dollars pouvant aller jusqu'à 18 millions. Son salaire de base de 1,165 million de dollars afin de respecter le plafond salarial (salary cap) des Ravens de Baltimore,,,.
Les Ravens de Baltimore espèrent que leur accord avec Odell Beckham Jr. permettra de sortir de l'impasse dans laquelle se trouvent les négociations avec le quarterback Lamar Jackson. Il y a un mois, ce dernier a demandé à être échangé, ce qui a conduit les Ravens de Baltimore à placer le franchise tag non exclusif sur le quarterback. Les Jets de New York ont également essayé de signer Odell Beckham Jr. dont une visite était visiblement prévue,. Cependant, les Ravens de Baltimore ne l'autorise pas à quitter leurs installations avant de conclure un accord,.
Le 5 novembre 2023, le jour de son 31e anniversaire, il inscrit son premier touchdown pour les Ravens de Baltimore lors de la victoire 37 à 3 contre les Seahawks. Il déclare : « D'un point de vue personnel, Dieu a le sens de l'humour pour que cela arrive le jour de mon anniversaire. Je veux dire que ça ne pouvait pas être un meilleur cadeau ». Fin de saison 2023, en 14 matchs joués dont six en tant que titulaire, il totalise 35 réceptions pour 565 yards et trois touchdowns en réceptions.
Le 13 mars 2024, Odell Beckham Jr. est libéré par les Ravens de Baltimore faisant de lui un agent libre.

#### Dolphins de Miami
Le 3 mai 2024, Odell Beckham Jr. signe un contrat d'une saison pour un montant de 8,25 millions de dollars avec les Dolphins de Miami,,.
Le 13 décembre 2024, les deux parties décident de se séparer d'un commun accord,,. Au sein de la franchise floridienne, Odell Beckham Jr. n'aura disputé que 9 rencontres pour autant de réceptions et un gain total de 55 yards sans inscrire le moindre touchdown,.

## Statistiques

### Universitaires
| Année  | Équipe        | Statut | MJ |     | Passes réceptionnées | Passes réceptionnées | Passes réceptionnées | Passes réceptionnées |       | Courses | Courses | Courses | Courses |
| Année  | Équipe        | Statut | MJ | Nb. | Yards                | Moy.                 | TD                   | Nb.                  | Yards | Moy.    | TD      |         |         |
| 2011   | Tigers de LSU | Fr.    | 14 | 41  | 0 475                | 11,6                 | 2                    | 2                    | 19    | 09,5    | 0       |         |         |
| 2012   | Tigers de LSU | So.    | 13 | 43  | 0 713                | 16,6                 | 2                    | -                    | -     | -       | -       |         |         |
| 2013   | Tigers de LSU | Jr.    | 13 | 59  | 1 152                | 19,5                 | 8                    | 5                    | 58    | 11,6    | 0       |         |         |
| Totaux | Totaux        | Totaux | 40 | 143 | 2 340                | 16,4                 | 12                   | 7                    | 77    | 11,0    | 0       |         |         |

### Professionnelles
| Légende | Légende                          |
| ------- | -------------------------------- |
|         | A remporté le Super Bowl         |
| En gras | Meilleur statistique en carrière |

| Année  | Équipe              | MJ  |     | Passes réceptionnées | Passes réceptionnées | Passes réceptionnées | Passes réceptionnées |       | Courses | Courses | Courses | Courses |  | Fumbles | Fumbles |
| Année  | Équipe              | MJ  | Nb. | Yards                | Moy.                 | TD                   | Nb.                  | Yards | Moy.    | TD      | Nb.     | Perdus  |  |         |         |
| 2014   | Giants de New York  | 12  | 091 | 1 350                | 14,3                 | 12                   | 7                    | 35    | 05,0    | 0       | 1       | 1       |  |         |         |
| 2015   | Giants de New York  | 15  | 096 | 1 450                | 15,1                 | 13                   | 1                    | 03    | 03,0    | 0       | 2       | 0       |  |         |         |
| 2016   | Giants de New York  | 16  | 101 | 1 367                | 13,5                 | 10                   | 1                    | 09    | 09,0    | 0       | 3       | 1       |  |         |         |
| 2017   | Giants de New York  | 04  | 025 | 0 302                | 12,1                 | 03                   | 1                    | 08    | 08,0    | 0       | 0       | 0       |  |         |         |
| 2018   | Giants de New York  | 12  | 077 | 1 052                | 13,7                 | 06                   | 5                    | 19    | 03,8    | 0       | 2       | 1       |  |         |         |
| 2019   | Browns de Cleveland | 16  | 074 | 1 035                | 14,0                 | 04                   | 3                    | 10    | 03,3    | 0       | 1       | 1       |  |         |         |
| 2020   | Browns de Cleveland | 07  | 023 | 0 319                | 13,9                 | 03                   | 3                    | 72    | 24,0    | 1       | 0       | 0       |  |         |         |
| 2021   | Browns de Cleveland | 06  | 017 | 0 637                | 13,6                 | 0                    | 2                    | 14    | 07,0    | 0       | 0       | 0       |  |         |         |
| 2021   | Rams de Los Angeles | 08  | 027 | 0 305                | 11,3                 | 05                   | 0                    | 0     | 00,0    | 0       | 0       | 0       |  |         |         |
| 2023   | Ravens de Baltimore | 14  | 035 | 0 565                | 16,1                 | 03                   | 0                    | 0     | 00,0    | 0       | 1       | 1       |  |         |         |
| 2024   | Dolphins de Miami   | 09  | 09  | 0 55                 | 06,1                 | 0                    | 0                    | 0     | 00,0    | 0       | 0       | 0       |  |         |         |
| Totaux | Totaux              | 119 | 575 | 7 987                | 13,9                 | 56                   | 23                   | 170   | 07,4    | 1       | 10      | 5       |  |         |         |

| Année  | Équipe              | MJ |     | Passes réceptionnées | Passes réceptionnées | Passes réceptionnées | Passes réceptionnées |       | Courses | Courses | Courses | Courses |  | Fumbles | Fumbles |
| Année  | Équipe              | MJ | Nb. | Yards                | Moy.                 | TD                   | Nb.                  | Yards | Moy.    | TD      | Nb.     | Perdus  |  |         |         |
| 2016   | Giants de New York  | 1  | 04  | 028                  | 07,0                 | 0                    | -                    | -     | -       | -       | 0       | 0       |  |         |         |
| 2021   | Rams de Los Angeles | 4  | 21  | 288                  | 13,7                 | 2                    | -                    | -     | -       | -       | 0       | 0       |  |         |         |
| 2023   | Ravens de Baltimore | 2  | 04  | 034                  | 08,5                 | 0                    | -                    | -     | -       | -       | 0       | 0       |  |         |         |
| Totaux | Totaux              | 7  | 29  | 350                  | 12,1                 | 2                    | -                    | -     | -       | -       | 0       | 0       |  |         |         |

## Accomplissements et trophées

### NCAA
- Vainqueur du Paul Hornung Award (en) 2013 ;
- Sélectionné dans l'équipe type All-American 2013 ;
- Sélectionné dans l'équipe type 2013 de la conférence SEC.
- Finaliste du BCS National Championship Game 2012 perdu 0 à 21 contre le Crimson Tide de l'Alabama ;
- Défaite au Chick-fil-A Bowl 2012 24 à 25 contre les Tigers de Clemson ;
- Vainqueur de l'Outback Bowl 2014 21 à 14 contre les Hawkeyes de l'Iowa.

### NFL
- Vainqueur du Super Bowl LVI ;
- Sélectionné aux Pro Bowls 2015, 2016 et 2017 ;
- Sélectionné dans la deuxième équipe All-Pro 2015 et 2016 ;
- Désigné par l'Associated Press, meilleur rookie offensif de la saison 2014 ;
- Désigné par PFWA, meilleur rookie de la saison 2014 ;
- Désigné par PFWA, meilleur rookie offensif de la saison 2014 ;
- Désigné par le Sporting News, meilleur rookie de la saison 2014[120].

#### Top 100 de la NFL
| Saisons     | 2014 | 2015 | 2016 | 2017 | 2018 | 2019 | 2020 | 2021 | 2022 | 2023 | 2024 |
| Classements | 32   | 10   | 8    | 77   | 23   | 59   | -    | 90   | -    | -    | -    |

#### Records de la franchise des Giants de New York
- Plus grand nombre de yards gagnés en réception sur une saison par un rookie : 1 305 ;
- Plus grand nombre de réceptions en une saison par un rookie : 91 (à égalité avec Saquon Barkley) ;
- Plus grand nombre de réceptions en un match par un rookie wide receiver : 12 (lors de la saison 2014 en 15e semaine contre les Redkins de Washington et en 17e semaine contre les Eagles de Philadelphie) ;
- Plus grand nombre de match avec au moins 50 yards gagnés en réceptions par un rookie sur une saison : 9 ;
- Plus grand nombre de match avec au moins 75 yards gagnés en réceptions par un rookie sur une saison : 9 ;
- Plus grand nombre de match avec au moins 100 yards gagnés en réceptions par un rookie sur une saison : 7 ;
- Plus grand nombre de match avec au moins 125 yards gagnés en réceptions par un rookie sur une saison : 6 ;
- Plus grand nombre de match avec au moins 150 yards gagnés en réceptions par un rookie sur une saison : 2 ;
- Plus grand nombre de match avec au moins 10 réceptions par un rookie sur une saison : 4 ;
- Plus grand nombre de match avec au moins 2 touchdowns inscrits en réceptions par un rookie sur une saison : 4 ;
- Plus grand nombre de match consécutifs avec au moins 10 réceptions : 2 ;
- Plus grand nombre de yards gagnés en réceptions lors de matchs à domicile par un rookie sur une saison : 767 ;
- Plus grand nombre de réceptions lors de matchs à domicile par un rookie sur une saison: 52 ;
- Plus haute moyenne de yards gagnés par match sur une saison : 108,8 ;
- Plus haute moyenne de yards gagnés par réception (minimum 50 réceptions) par un rookie sur une saison : 14,34 ;
- Plus grand nombre de touchdowns inscrits en réceptions en un match par un rookie : 3 (15e semaine de la saison 2014 contre les Redkins de Washington).

## Vie personnelle
Odell Beckham Jr. est chrétien et se fait baptiser au cours de l'été 2018 dans le Jourdain,.
Depuis 2019, il est en couple avec la mannequin américaine Lauren Wood. Il annonce via un message sur Instagram qu'ils ont eu un fils né le 17 février 2022.
Son père, Odell Beckham Sr., a tenu un rôle mineur dans Buzz Bissinger's Friday Night Lights: A Town, a Team, and a Dream et a joué comme running back chez les Tigers de LSU de 1989 à 1992. Sa mère, Heather Van Norman, faisait également partie de l'université d'État de Louisiane à Alexandria, mais en tant qu'athlète, spécialisée la course à pied. Elle a été entraîneuse de l'équipe d'athlétisme de l'université d'État Nicholls jusqu'en juin 2017. Après le combine de la NFL, Odell Beckham Jr. prévoyait de défier sa mère lors d'une course de 40 mètres.
Le 29 janvier 2015, à l'occasion d'une émission d'ESPN en direct de Glendale, Beckham aidé du quarterback des Saints Drew Brees, établit le record du plus grand nombre de réceptions à une main effectuées en une minute. Avec 33 réceptions il écrase le précédent record qui était de 10 réceptions. Ce record ne tient pas longtemps car il est battu en mai 2015 par le wide receiver de CFL Andy Fantuz (en) lequel effectue 50 réceptions en une minute.

### Affaires Judiciaires
En janvier 2019, Drake, Odell Beckham Jr. et Younes Bendjima ont été poursuivis en justice par un homme nommé Bennett Sipes concernant une agression présumée survenue à l'extérieur d'une discothèque de Los Angeles en 2018. Sipes affirme avoir subi un traumatisme crânien, ainsi que des blessures au dos, au cou, aux épaules, etc. le 24 mars 2018, lorsqu'il a été attaqué par Bendjima, ainsi que par des membres de l'entourage de Drake et Beckham dans une ruelle près de la discothèque et a demandé 250 000 $ de dommages et intérêts. La poursuite allègue que Drake et Beckham ont suivi leurs équipages respectifs dans la ruelle pour voir Sipes se faire attaquer. Une vidéo de l'incident a été enregistrée à l'aide du système de surveillance sur place.L'affaire a finalement été réglée à l'amiable.
À l'issue de la finale universitaire de 2020 qui opposait les Tigers de LSU aux Tigers de Clemson, le comportement de Odell Beckham Jr. a fait la une des médias. À la suite de la victoire de son ancienne équipe universitaire, il est filmé occupé à distribuer de l'argent aux joueurs de LSU ce qui est interdit par les règles de la National Collegiate Athletic Association (NCAA). Par la suite, toujours dans les vestiaires, il est filmé en train de frapper les fesses d'un policier, ce dernier ayant demandé aux joueurs de LSU d'éteindre leurs cigares conformément aux règles en vigueur dans le stade. Le policier en question n'a pas porté plainte évitant à Odell Beckham Jr. des problèmes avec la justice.
Le 27 novembre 2022, Beckham est sorti d'un avion d'American Airlines avant qu'il ne quitte Miami à destination de Los Angeles, pour avoir prétendument refusé de mettre sa ceinture de sécurité. L'équipage a tenté de le réveiller mais a déclaré qu'il ne répondait pas et qu'il « semblait entrer et sortir de conscience ». L'avion est retourné à la porte d'embarquement où il a été escorté hors de l'avion par la police du comté de Miami-Dade.